# John Gledson
John Gledson (Beadnell, 1945) é um tradutor, ensaísta, crítico literário inglês e professor aposentado da Universidade de Liverpool especializado em língua portuguesa, literatura brasileira, e especialmente nas obras de Machado de Assis, que tem escrito livros importantes sobre a correlação entre os romances e as crônicas de Machado com sua época. Viaja para o Brasil desde a década de 1970 e é mestre e doutor em Literatura Comparada pela Universidade de Princeton, nos EUA. Também selecionou contos para o livro "50 Contos de Machado de Assis, da Editora Companhia das Letras. 